# Desmiphora hirticollis
Desmiphora hirticollis es una especie de escarabajo longicornio del género Desmiphora, tribu Desmiphorini, subfamilia Lamiinae. Fue descrita científicamente por Olivier en 1800.

## Descripción
Mide 7-18 milímetros de longitud.

## Distribución
Se distribuye por Argentina, Belice, Bolivia, Brasil, Islas Caimán, Colombia, Costa Rica, Cuba, Curazao, República Dominicana, Ecuador, Estados Unidos, Guadalupe, Guatemala, Guyana, Guayana Francesa, Honduras, islas Galápagos, Jamaica, Martinica, México, Nicaragua, Panamá, Paraguay, Perú, Puerto Rico, Santa Lucía, San Vicente y las Granadinas, Surinam, Uruguay y Venezuela.